# Dunarobba
Dunarobba è una frazione del comune di Avigliano Umbro (TR).
Adagiato su una collina all'altezza di 448 m s.l.m., il paese dista appena 2,5 km da Avigliano, lungo la strada provinciale che conduce da Montecastrilli ad Avigliano-Melezzole.
Il centro storico del paese si sviluppa lungo la principale Via dell'Arco (a NW); l'insediamento industriale delle fornaci ha favorito la crescita lungo la provinciale, nella zona S-SE. Al censimento del 2001, risulta essere popolato da 175 abitanti.

## Storia
Il nome del paese deriva probabilmente da quello della gens Dunnia, legionari a cui Ottaviano distribuì questo territorio intorno al I secolo a.C. Una spiegazione alternativa dice, invece, che si tratti della apposizione del termine longobardo duna al suo significato latino, roba.
Si sa con certezza che il paese apparteneva ai conti Arnolfi nell'intorno dell'anno 1000, in quanto donato da Ottone I ad Arnolfo (il capostipite della famiglia) il 13 febbraio 962.
Negli anni 1284-85, subì pesanti attacchi da parte dei Narnesi, in lotta con i Tuderti; allora, appena 150 persone abitavano il paese.
Durante la seconda metà del XV secolo il territorio fu sottoposto a scorrerie da parte delle truppe di due potenti famiglie di Todi, i ghibellini Chiaravalle e i guelfi Atti, in lotta per il potere.
Nel 1577, il consiglio di Todi ordinò di apporre lo stemma dell'aquila, simbolo della città, sulla porta d'ingresso del paese, che si trovava nella Pievania di S. Vittorina, una delle 19 pievanie che costituivano il territorio comunale.
Nel 1591, per aumentare la sicurezza dei suoi abitanti, venne costruito un ponte levatoio sulla porta del castello.
Nel XVII secolo Dunarobba era nota per essere la patria di Ursina di Gregorio, una rinomata guaritrice che vantava capacità di guarigioni miracolose, grazie all'uso di medicinali da lei stessa preparati.
Il 6 gennaio 1704 vi nacque la clarissa serva di Dio suor Maria Lanceata Morelli.
Nel 1809, il territorio venne associato a Todi e Amelia, mentre nel 1816, tornata la dominazione pontificia, passò a Montecastrilli. Infine, nel 1975, con la costituzione del comune di Avigliano Umbro, passò a quest'ultimo.

## La foresta fossile
La storia odierna annovera Dunarobba per la scoperta della foresta fossile: nei primi anni ottanta, l'escavazione di terreni argillosi adoperati dalla vicina fornace di laterizi, ha portato alla luce un certo numero di tronchi di piante fossili, risalenti a circa 2.000.000 di anni fa (fine del Pliocene); i resti sono attribuiti a piante della famiglia Taxodiacee, simili alle odierne sequoie. Tuttavia, dei giganti alti anche 30 m ora rimangono solo i basamenti, per un massimo di 5–6 m, con qualche traccia di apparato radicale. Da notare che tali tronchi sono ancora in posizione eretta (in realtà, leggermente inclinati tutti nella stessa direzione) e che non si tratta di piante pietrificate, bensì mummificate: il materiale che le costituisce è assimilabile a lignite, tanto che alcuni tronchi sono stati incendiati, mentre l'imenottero Xylocopa violacea li può danneggiare scavandovi delle gallerie.

## Economia
La coltivazione di viti, olivi e frumento è stato, ed è ancora in parte, perno dell'economia agricola della zona.
Fino agli anni '50, la presenza di una miniera di lignite ha favorito la sussistenza di un nutrito gruppo di minatori, provenienti anche dai paesi vicini. Ad essa si è poi sostituita la fornace di laterizi, del gruppo Fornaci Briziarelli Marsciano di Marsciano, che occupa il maggior numero di addetti dell'intero comune.

## Monumenti e luoghi d'arte
- Chiesa di S. Vittorina, sede di una delle 19 Pievanie storiche del comune di Todi; all'interno si trova un affresco raffigurante il "Santo Vescovo" (XVI secolo).
- La Fortezza, una rocca fortificata ornata da quattro torri angolari semicircolari, ancora in buono stato di conservazione;
- Chiesa della Madonna delle Grazie, affrescata da una "Madonna con Bambino" del XVII secolo;
- Centro di Paleontologia Vegetale della Foresta Fossile (1999), sede di documentazione e ricerca;
- Centro Studi "Piero Gauli", accluso al complesso della Foresta Fossile, il quale ospita la collezione Gauli, comprendente diverse opere dell'omonimo artista, lascito di lui al Comune di Avigliano (altre opere sono state donate dallo stesso autore in parte al Comune di Terni e in parte all'Amministrazione Provinciale ternana).

## Sport
La frazione dispone di un piccolo complesso per la pratica sportiva, di proprietà comunale e curato dalla locale pro-loco, ove opera l'Associazione sportiva "Tennis Dunarobba".

## Società

### Tradizioni e folclore
Tutti gli anni, in occasione della solennità cattolica di Santa Vittorina (co-patrona della frazione congiuntamente a San Giuseppe) si svolge una processione con partenza dall'abitato frazionale ed arrivo alla pieve (a circa 1,5 km dal paese in direzione di Sismano).
Ogni anno nel mese di luglio vi si svolge, promossa dalla locale pro-loco, la Sagra della Lepre.

## Galleria d'immagini

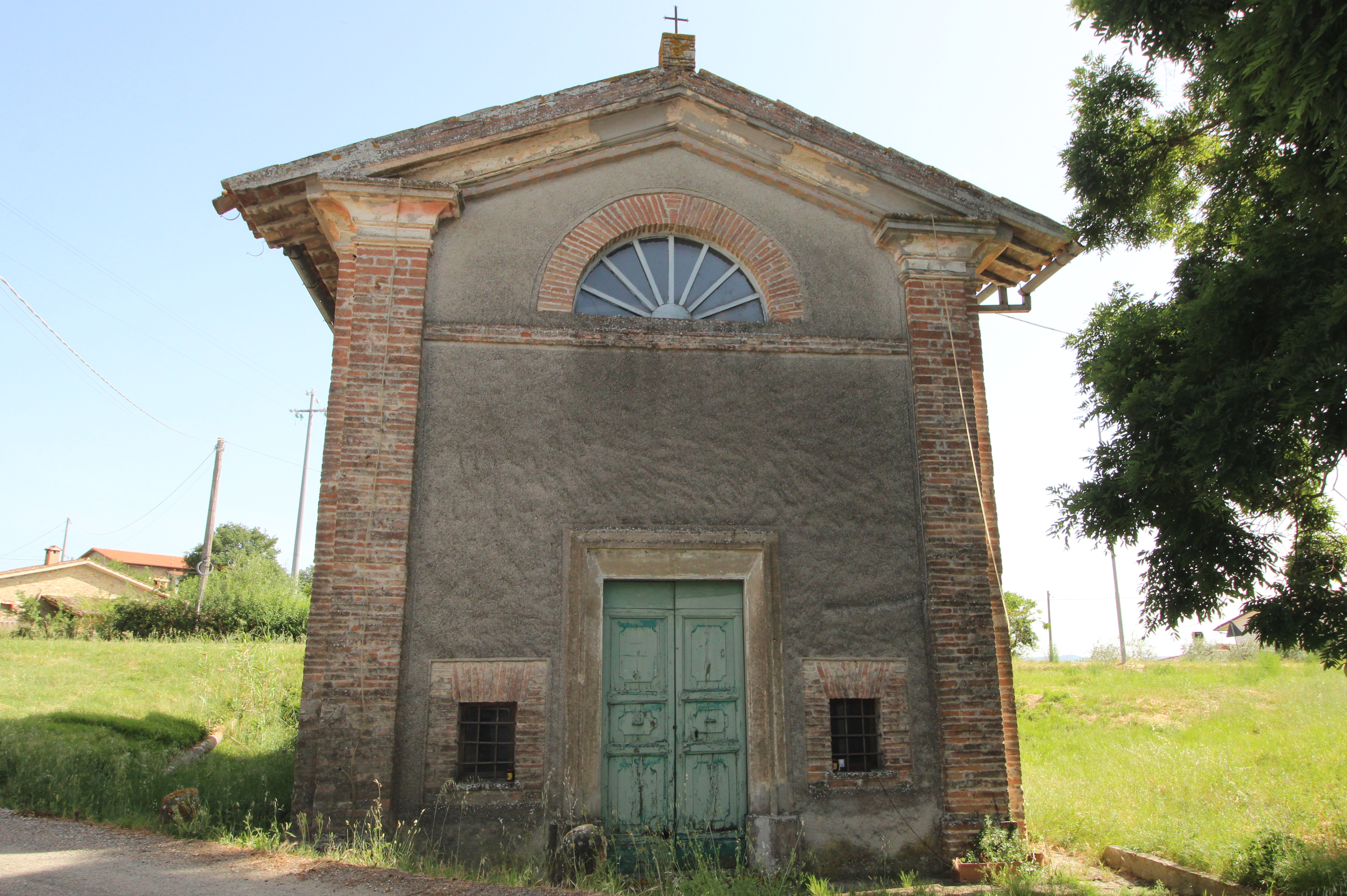
Madonna delle Grazie
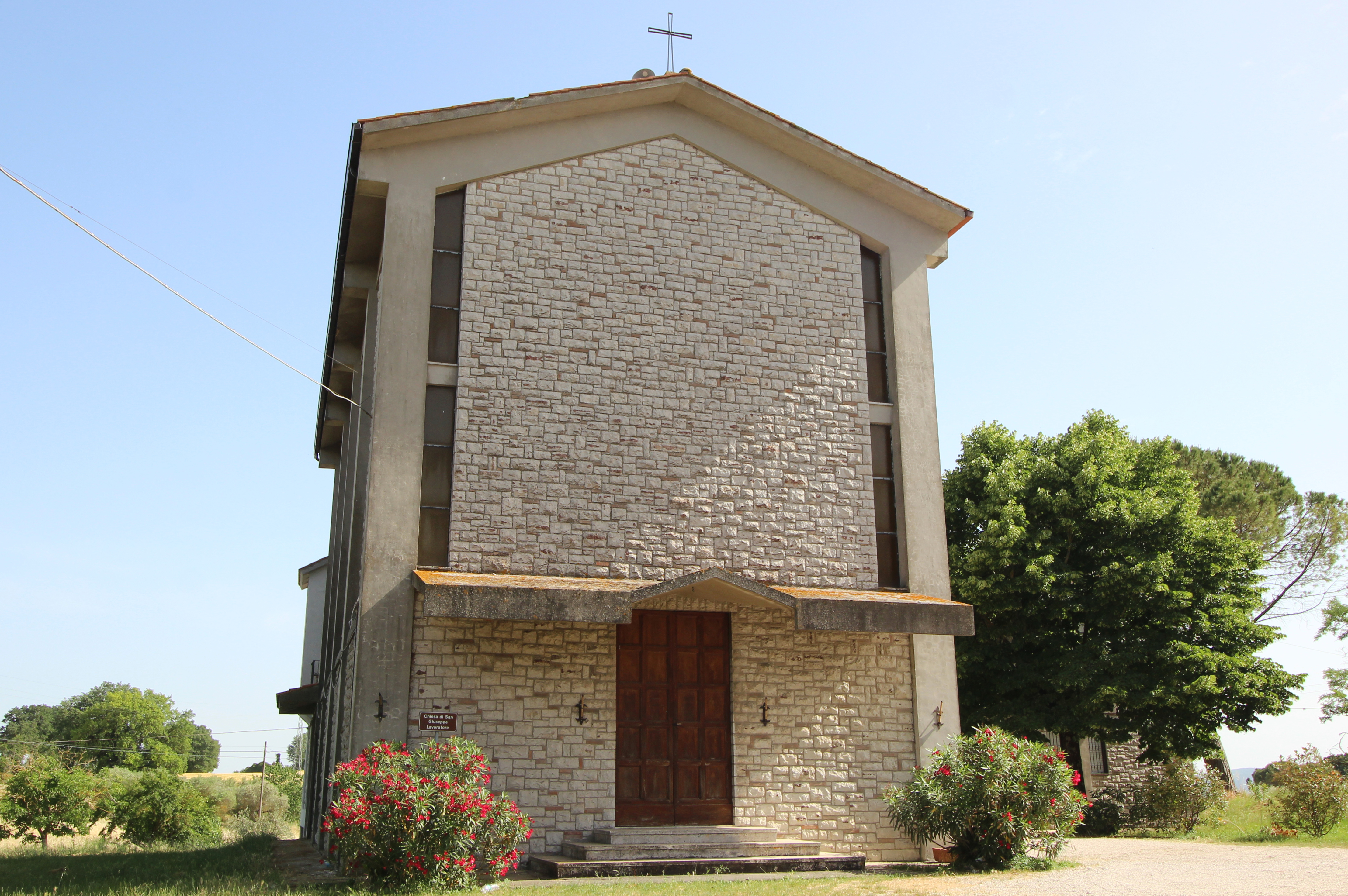
San Giuseppe Lavoratore
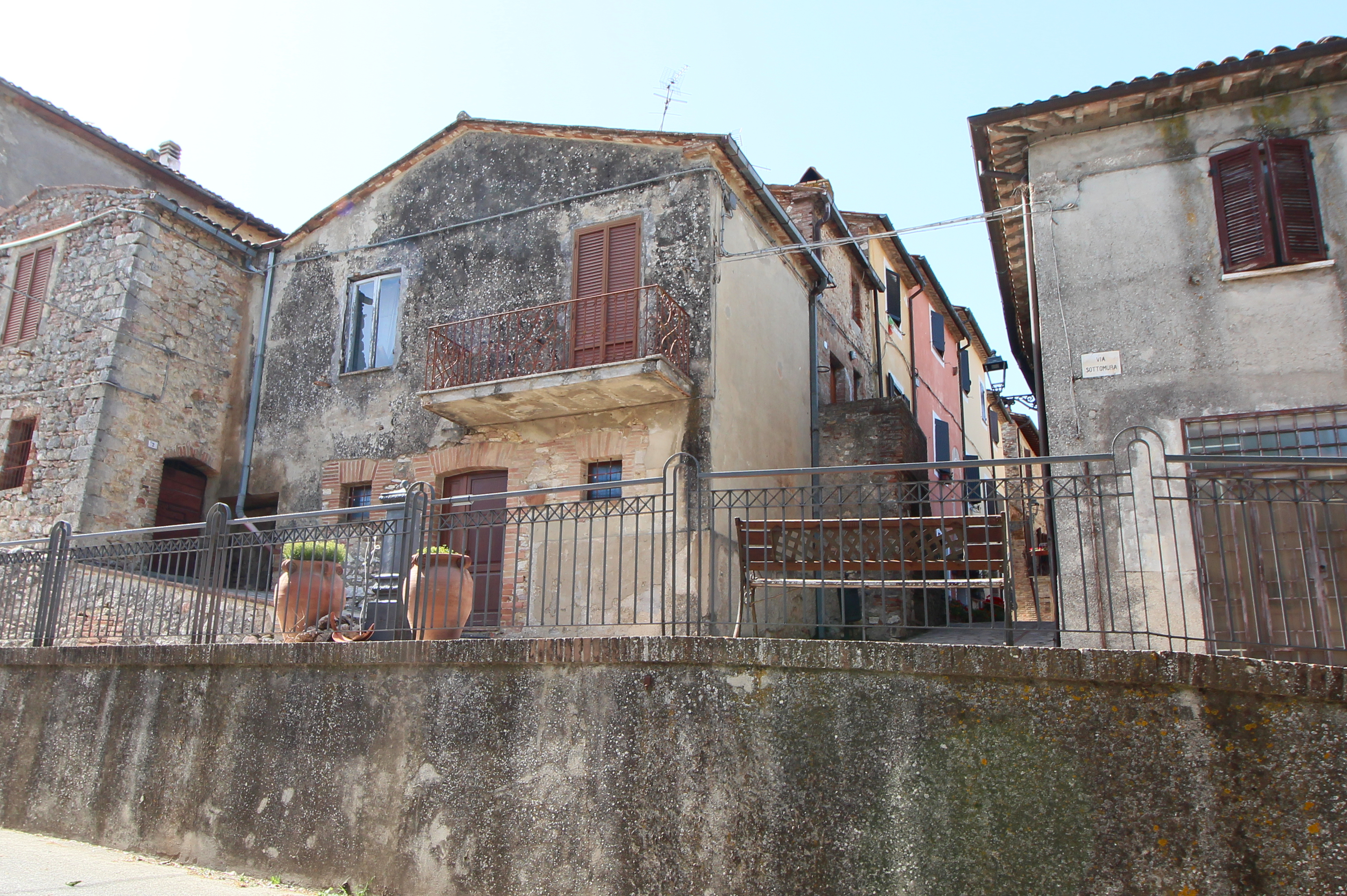
Il borgo di Dunarobba
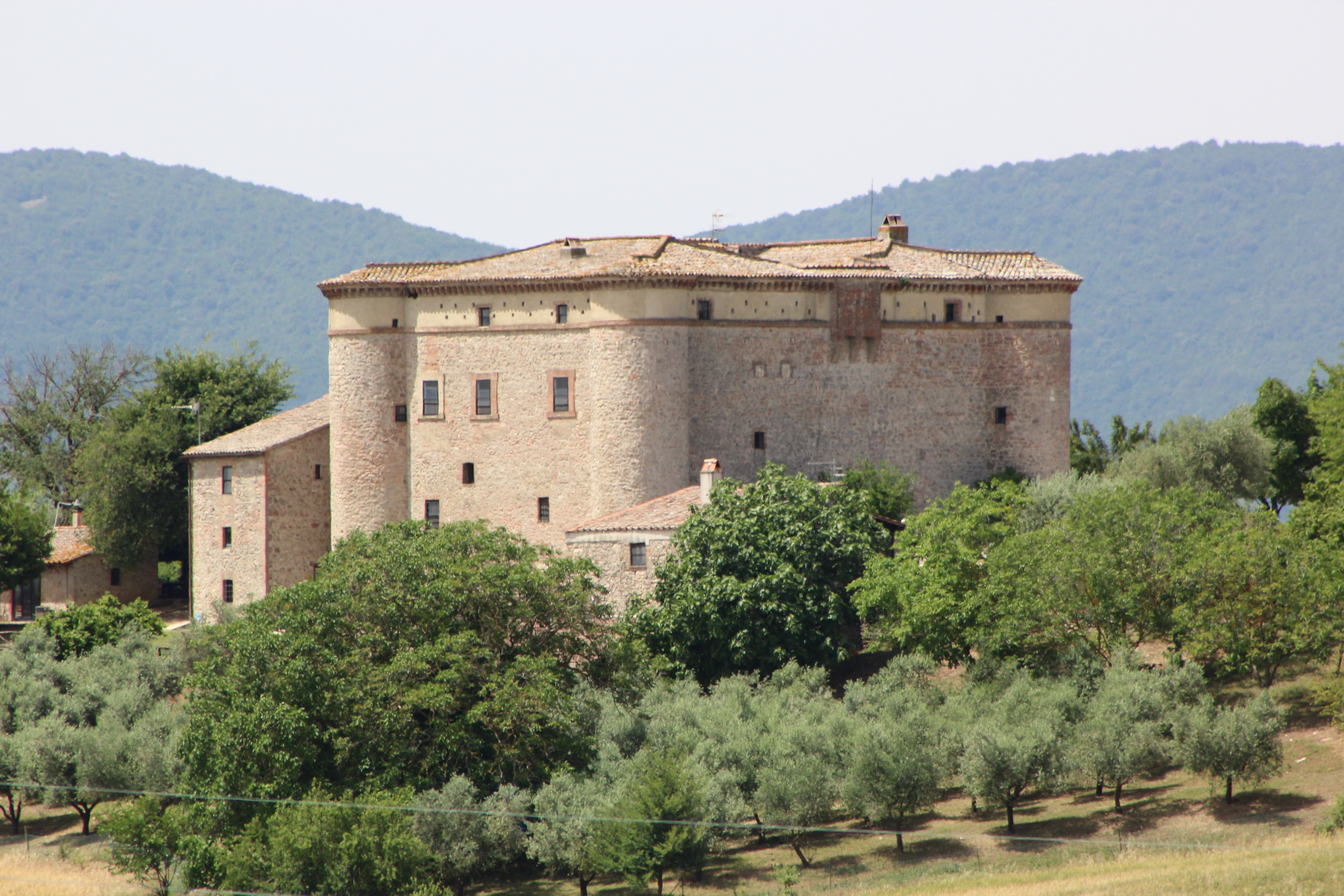
La rocca di Fortezza Alta di Dunarobba
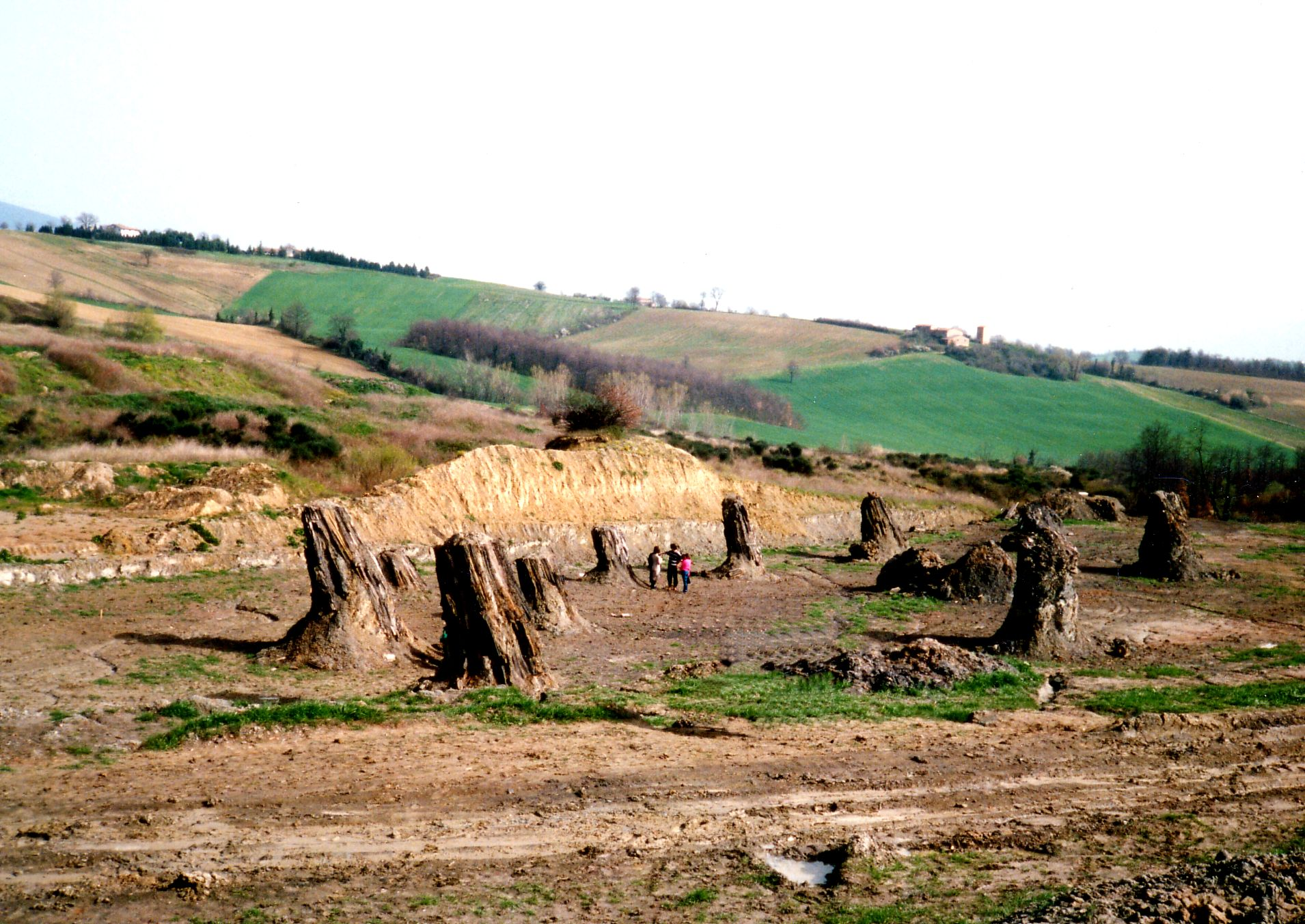
La foresta fossile di Dunarobba, nella seconda metà degli anni '80. I tronchi sono ora riparati da tettoie di protezione e l'intera area è recintata per impedirne l'accesso non autorizzato